# Saint-Plantaire
Saint-Plantaire là một xã ở tỉnh Indre ở miền trung nước Pháp. Xã này có diện tích 34,07 km², dân số năm 1999 là 550 người. Khu vực này có độ cao trung bình 320 mét trên mực nước biển.